# 周海成
周海成（1965年7月—），河南叶县人，中华人民共和国外交官。

## 生平
1984年，进入黑龙江省大庆市大庆石油化工总厂化纤厂任职。1992年，任大庆市高新技术产业开发区创业服务中心副主任。1995年，任大庆市高新技术产业开发区经济发展局副局长。1997年，任大庆市高新技术产业开发区管委会副主任，后升主任。2004年，担任黑龙江省大庆市副市长。2006年，担任黑龙江省环境保护局副局长。2008年，担任黑龙江省环境保护厅副厅长。2011年，担任驻日本大使馆公使衔参赞。2013年，担任驻曼彻斯特总领事馆副总领事。2015年，担任中华人民共和国驻宋卡总领事。2018年，任中华人民共和国驻瓦努阿图共和国特命全权大使。8月21日，向瓦总统塔利斯·奧貝德·摩西递交国书。2022年6月，自驻瓦努阿图大使离任。

## 家庭
已婚，有一女。